# Nilodosis grisea
Nilodosis grisea är en tvåvingeart som beskrevs av Freeman 1957. Nilodosis grisea ingår i släktet Nilodosis och familjen fjädermyggor.
Artens utbredningsområde är Kongo. Inga underarter finns listade i Catalogue of Life.